# Graur chel
Graurul chel (Sarcops calvus) este o pasăre din ordinul paseriformelor, din familia graurului, Sturnidae.  Este endemic în Filipine. Habitatele sale naturale sunt pădurile uscate subtropicale sau tropicale, pădurile de câmpie umede subtropicale sau tropicale și pădurile montane umede subtropicale sau tropicale. În Visayasul Central, această pasăre este cunoscută în mod obișnuit ca sal-ing.

## Taxonomie
În 1760, zoologul francez Mathurin Jacques Brisson a inclus o descriere a graurului chel în Ornithologie, pe baza unui exemplar colectat în Filipine. A folosit numele francez Le merle chauve des Philippines și latinescul Merula Calva Philippensis. Deși Brisson a inventat nume latine, acestea nu sunt conforme cu sistemul binomial și nu sunt recunoscute de Comisia Internațională pentru Nomenclatură Zoologică.
În 1766, când naturalistul suedez Carl Linnaeus și-a actualizat Systema Naturae pentru a douăsprezecea ediție, el a adăugat 240 de specii care fuseseră descrise anterior de Brisson. Una dintre acestea a fost graurul chel. Linnaeus a inclus o scurtă descriere, a inventat numele binomial Gracula calva și a citat lurarea lui Brisson. Numele specific provine din latinescul calvus „chel” sau „fără păr”.
Această specie este acum singurul membru al genului Sarcops care a fost introdus de ornitologul englez Authur Walden în 1875. Numele combină cuvintele grecești antice sarx, sarkos „carne” și ōps, ōpos „față” sau "complexitate".
Sunt recunoscute trei subspecii:
- S. c. calvus (Linnaeus, 1766) – nordul Filipinelor
- S. c. melanonotus (Ogilvie-Grant, 1906) – centrul și sudul Filipinelor
- S. c. lowii (Sharpe, 1877) – Arhipelagul Sulu (sud-vestul Filipinelor)

## Galerie

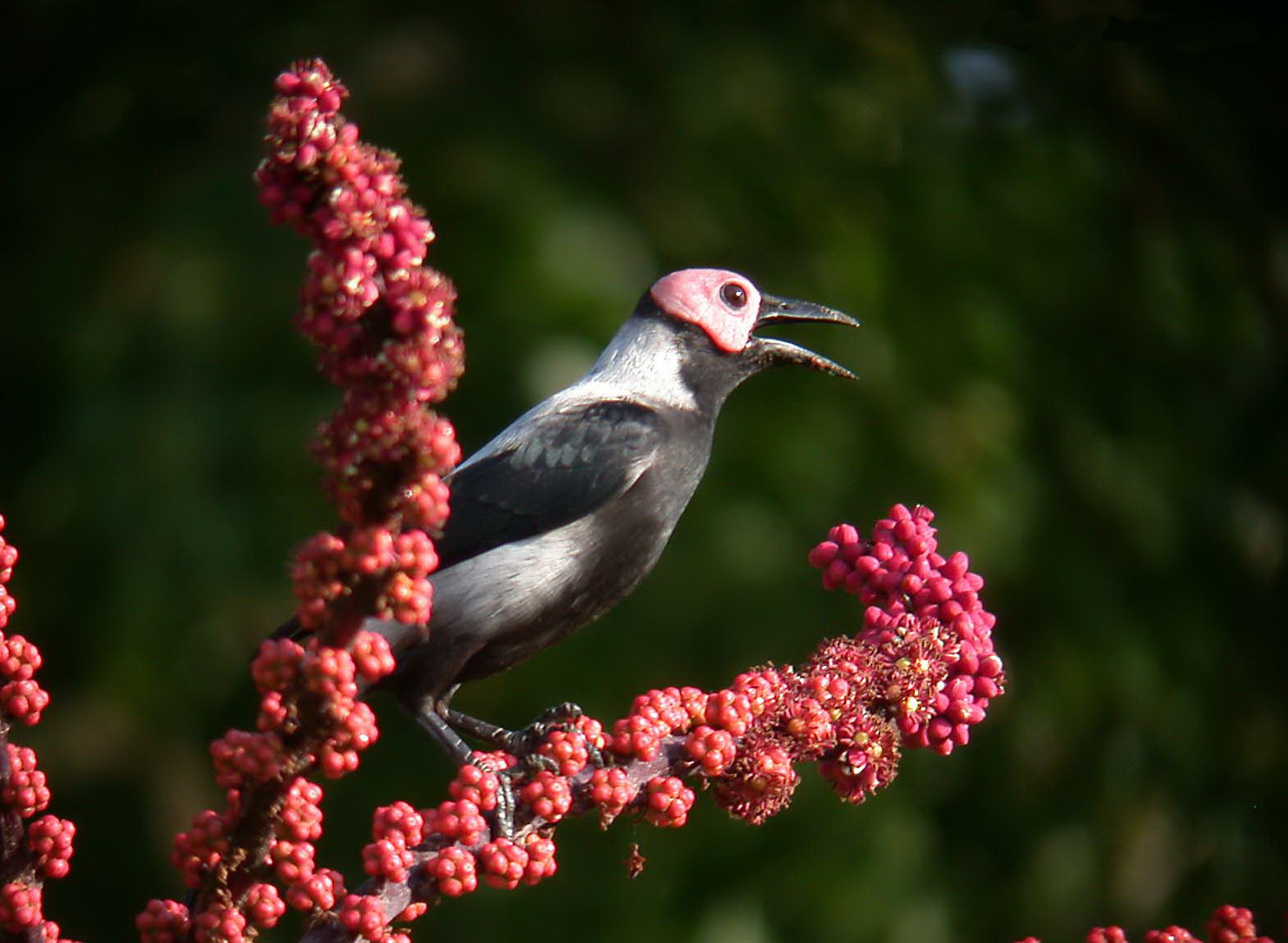
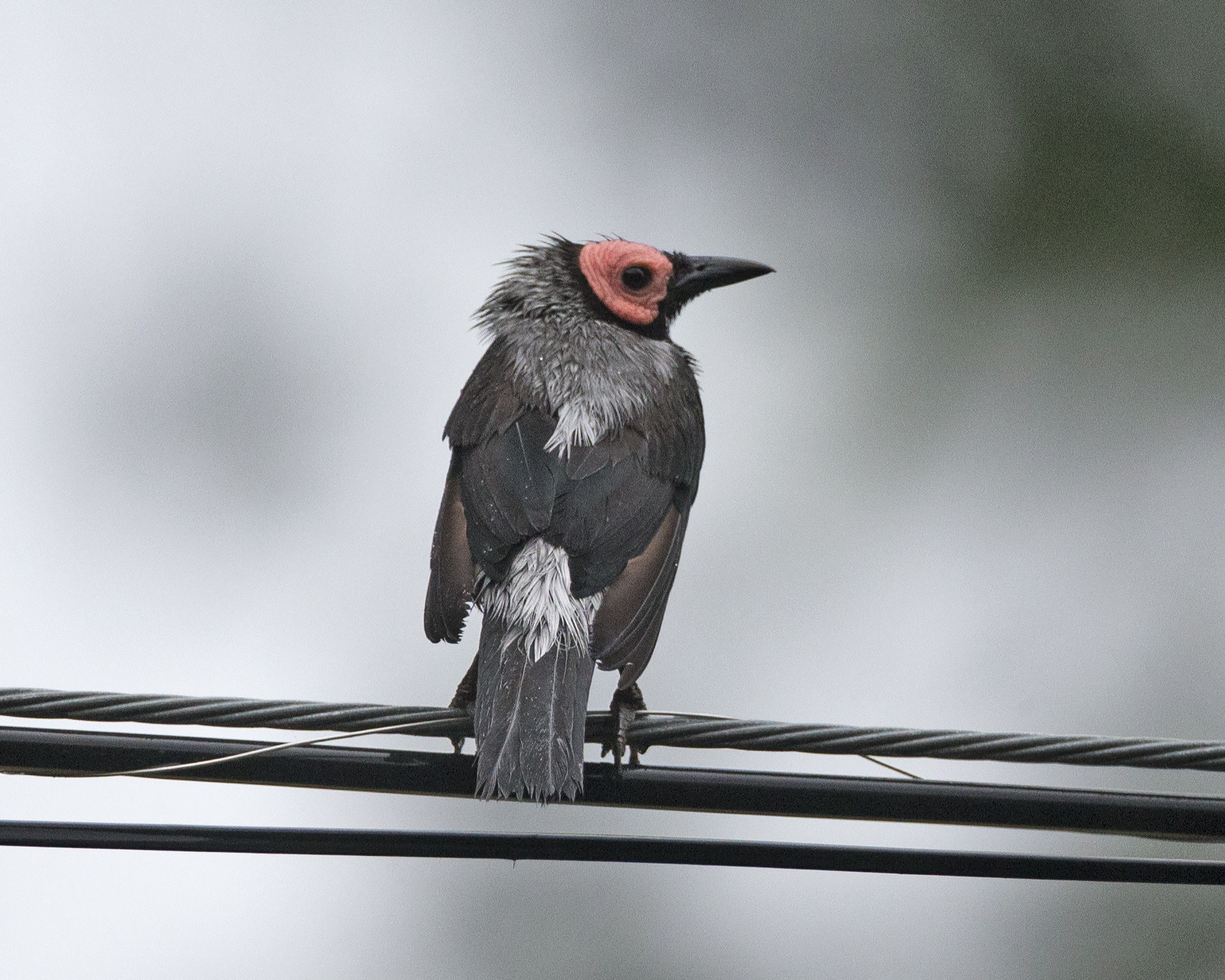
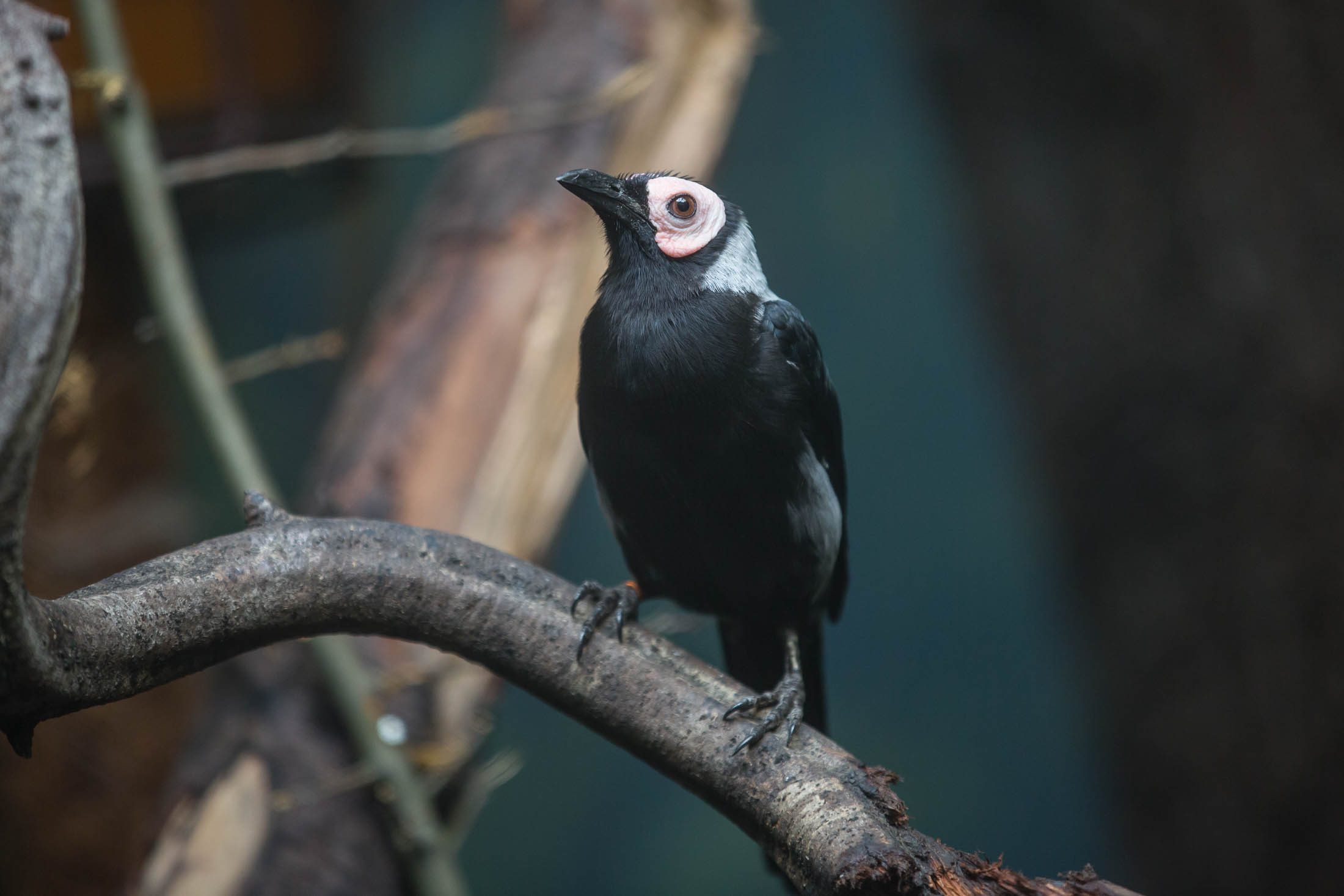